# Kim (cognome)
Kim (김?, 金?) è un cognome di lingua coreana.

## Possibili trascrizioni
Ghim, Gim, Keem, Kym.

## Origine e diffusione
Kim è scritto come 김 (gim) sia in Corea del Nord che in Corea del Sud. l'hanja per Kim, 金, può anche essere traslitterato come 금 (geum), che significa "metallo, ferro, oro".
Si tratta del 1º cognome per diffusione in Corea, soprattutto in Corea del Sud, secondo i dati del Korean National Statistics Office del 2015. Conta circa 10689959 presenze.

## Persone
- Kim Il-sung, rivoluzionario e dittatore nordcoreano
- Kim Ji-soo, meglio nota come Jisoo, cantante sudcoreana
- Kim Jong-un, dittatore nordcoreano